# マジェルテーン
マジェルテーン (英語: Majeerteen, ソマリ語: Majeerteen, アラビア語: ماجرتين; also spelled Majerteen, Macherten, Majertain,Mijurtin) は、ソマリ族の氏族。ダロッド氏族の支族。主にソマリアのバリ州、ヌガール州、ムドゥグ州に住む。現在のソマリアは連邦制を取っており、ソマリア東北にあるプントランドはマジェルテーン主体の国である。ソマリア独立前にはマジェルテーン・スルタン国を作っていた。

## 居住地
マジェルテーンは昔から、現在のバリ州、ヌガール州、ムドゥグ州に当たる地域に住む。北はバンダル・シヤダからガラカドの辺りの海岸沿いに住む。また、ガローウェ、ガルカイヨといった内陸部の都市に住む者もいる。
19世紀に同じダロッド氏族のドゥルバハンテ、ダシーシュ、ワルセンゲリなどと共にソマリア南部のキスマヨにも移住している。
この他、エチオピアソマリ州のオガデン付近に住む者もいる。

## 歴史

### マジェルテーンによるスルターン国
昔のマジェルテーンの政治形態ははっきりしない。17世紀初頭にはマジェルテーンとして氏族集団を形成していたらしい。18世紀半ばにはスルターン国と呼べるほどの勢力になっていた（マジェルテーンスルターン国）。
1860年に即位したスルターンであるオスマン・マハムドの頃、ヨーロッパ人との交流が始まった。オスマン・マハムド王は時代の波に乗り、カルカール州、ヌガールなどを支配下に置いた。さらに交易網を強化し、外国と条約を結んで、強力な中央集権制度を敷いた。ところが、いとこのユスフ・アリ・ケナディドの勢力と争いが生じ、当初はケナディドをアラビア半島のイエメンに追放することに成功するが、ケナディドはホビョのハウィエ氏族を1878年に制圧してホビョスルターン国を作った。しばらくはオスマン・マハムドとユスフ・アリ・ケナディドの王国が並立する状態が続いた。両国の活動記録文書も残されている。
1888年、ユスフ・アリ・ケナディドはオスマン・マハムドに対抗するため、自国をイタリアの保護領とした。翌1889年にはオスマン・マハムドも自国をイタリア保護領とする条約を結ぶ。この頃、イギリスとイタリアは競うようにしてソマリア各地の氏族集団を保護する条約を結び、支配を広げていった。
20世紀になると、イスラーム聖職者（ムッラー）のサイイド・ムハンマド・アブドゥラー・ハッサンが大規模な反乱を起こし、一時はイタリアやイギリスの軍を破って勢力を伸ばした。イタリアはユスフ・アリ・ケナディドに対してイギリス軍への協力を要請するがケナディドはこれを拒否し、結局ケナディドはイエメンのアデンに、その息子はエリトリアに追放されてしまう。
ケナディドの別の息子であるオスマン・ユスフ・ケナディドは有名な詩人、学者であり、1920年代にソマリ語を表記するために、ラテン文字でもアラビア文字でもない独自のオスマニヤ文字を考案している。
イタリアはサイイド・ムハンマド・アブドゥラー・ハッサンの反乱鎮圧を通じて勢力を伸ばし、最終的にマジェルテーン居住地を含めたソマリアの多くをイタリア領ソマリランドとして支配することになった。

### ソマリア独立後
1960年のソマリア独立当初は大統領、首相、国会議長をハウィエ、ダロッド、イサックの3氏族で分け合っていた。初代首相のシェルマルケ、2代目のアブディリザクはともにダロッドのマジェルテーン氏族だった。シェルマルケは2代目大統領となった。
クーデターで3代目大統領となったモハメド・シアド・バーレはダロッドではあったがマレハン氏族出身である。バーレは自政権の終わりに、自分が所属するマレハン氏族の優遇措置を取った。1978年にマジェルテーンの一族はクーデターを企てるが失敗し、多くが処刑された。生き残ったマジェルテーンの有力者の一人アブドゥラヒ・ユスフは、軍閥ソマリ救済民主戦線 (SSDF) を設立する。SSDFは当初はイサックやハウィエも含んでいたが、やがてマジェルテーン氏族中心の軍閥となる。バーレ政権崩壊後はソマリア内戦となり、SSDFも2つの派閥に割れる。
1998年、マジェルテーン氏族を中心とするハルティは、ソマリア北東部でプントランドの建国を宣言する。プントランドの大統領は、初代アブドゥラヒ・ユスフから現職のアブディウェリ・モハメド・アリまで、全てマジェルテーンで占められている。2011年時点のプントランド議会は、65議席中の30議席がマジェルテーン氏族の割り当てとなっている。
一方、2004年に発足したソマリア暫定連邦政府の初代大統領はマジェルテーン氏族で初代プントランド大統領だったアブドゥラヒ・ユスフである。次代大統領はハウィエのアフマドであったが、アフマドは首相にマジェルテーン氏族のシルマルケ、アブディウェリなどを任じている。

## 氏族の系統
血縁集団である氏族ではあるが、その系統は分からなくなっている部分も多い。ここでは世界銀行が2005年に発行した Conflict in Somalia: Drivers and Dynamics とイギリス内務省が2001年に発行した Somalia Assessment 2001 を元に説明する。
アリ・サレバーン支族はボサソに古くから拠点を持つ一族である:19。第3代大統領のバーレはアリ・サレバーン氏族とクマール・マハムード氏族を競わせてマジェルテーンの弱体化を図った:19。、
1960年代は、アリ・サレバーン、ワダルムゲ、シース・マハムド支族がキスマヨの経済界で力を持っていた:19。
現在では、マハムード・サレバーン支族の下部であるオマル・マハムード、オスマン・マハムード、イセ・マハムードの3支族がプントランドで大きな権力を握っており、歴代の大統領はこの3支族が交替で受け持っている。この他、ムセ・サレバーン、ウガール・サレバーン支族が大きい:17。
- ダロッド
  - マレハン（英語版）
  - カバラー (Kabalah)
    - ハルティ
      - ドゥルバハンテ (Dolbahante)
      - ダシーシュ (Dishiishe, Dishishe)
      - ワルセンゲリ（英語版）
      - マジェルテーン
        - Wabeeneeye
        - Idigfale (Muuse Noleys)
        - Danweyne (Abdalle Noleys)
        - Amaanle
        - Guddoonwaaq
        - Filkucaag
        - Amartiwaaq
        - Tabale
        - アリ・ジブラヒル (Ali Jibraahiil)
        - Nuux Jibrahiil
        - Cabdirixiin Ibraahim
        - Wadalmoge
        - Reer Umar
        - Reer Maxamuud
          - Abukar Maxamuud
            - Faarax Ismacil
            - Ciise Ismacil
            - Maxamed Ismacil

          - Qaasin Maxamuud
            - Maxamed Qaasin
            - Axmed Qaasin
            - Aadan Qaasin
            - Bare Qaasin
            - Ibraahim Qaasin

        - Reer Bicidyahan
        - Siwaaqroon
          - Abdirahman
            - Adan Abdiraxman
              - Ibrahim Abdisamad
              - Yoonis Abdisamad
              - Mohamud Abdisamad

            - Cawlyahan (Obokor Abdiraxman)
              - Ciise Cawlyahan
              - Jibriil Cawlyahan
              - Hashim Cawlyahan

          - Mohammed

        - Ugaar Saleebaan
        - Ismail Saleebaan
        - アリ・サレバン (Ali Saleebaan)
          - Bicidyahan Ali
          - Auliyahan Ali
          - ウマル・アリ (Omar Ali)
          - Adam Ali
          - Ismail Ali

        - マハムード・サレバーン (Maxamuud Saleebaan)
          - Cumar Maxamuud
          - Cusmaan Maxamuud
          - Ciise Maxamuud

## 著名人

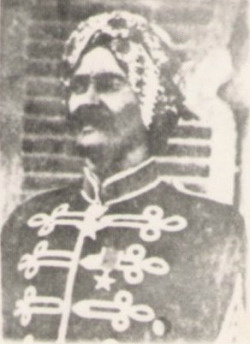
アリ・ユスフ・ケナディド（英語版）, ホビョ国最後のスルターン。
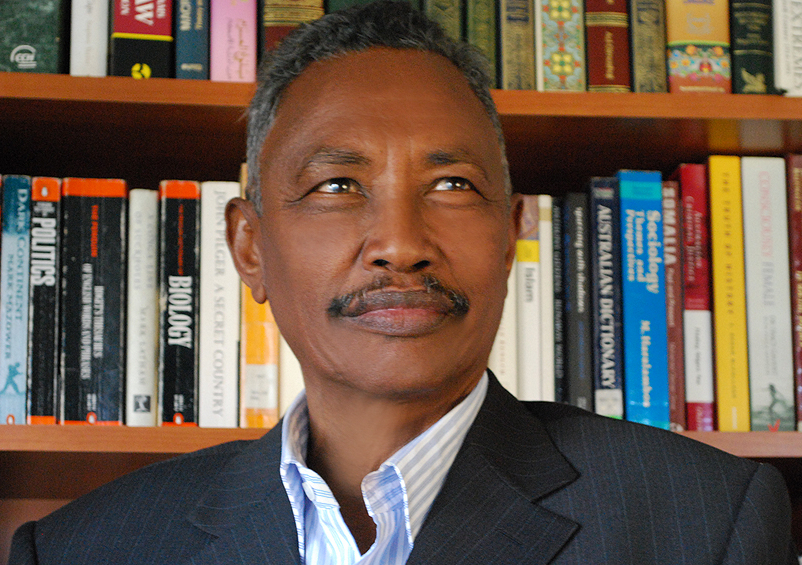
アブドゥルラフマン・モハムード・ファロレ, プントランドの元大統領
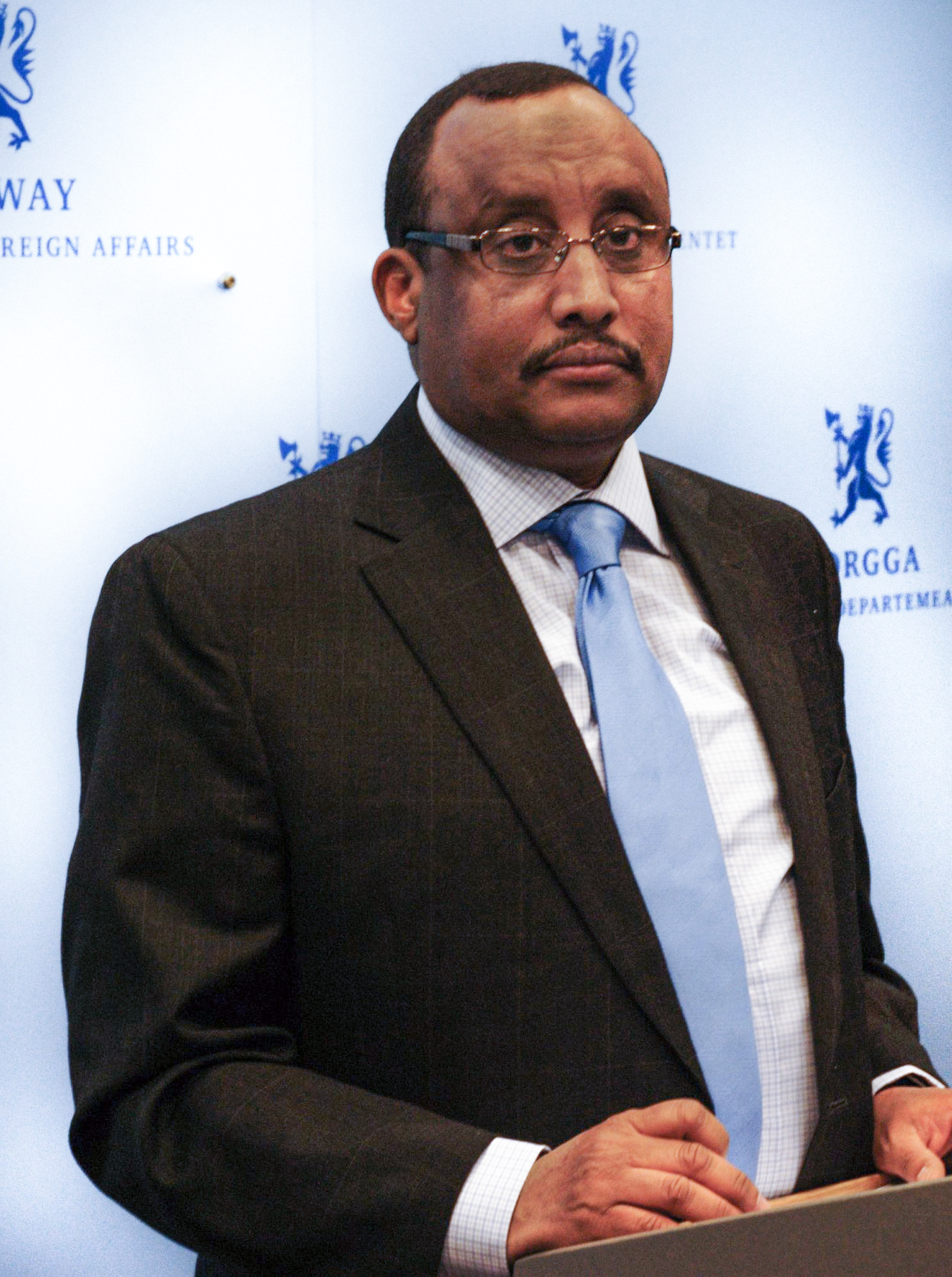
アブディウェリ・モハメド・アリ, ソマリアの元首相、プントランドの現大統領
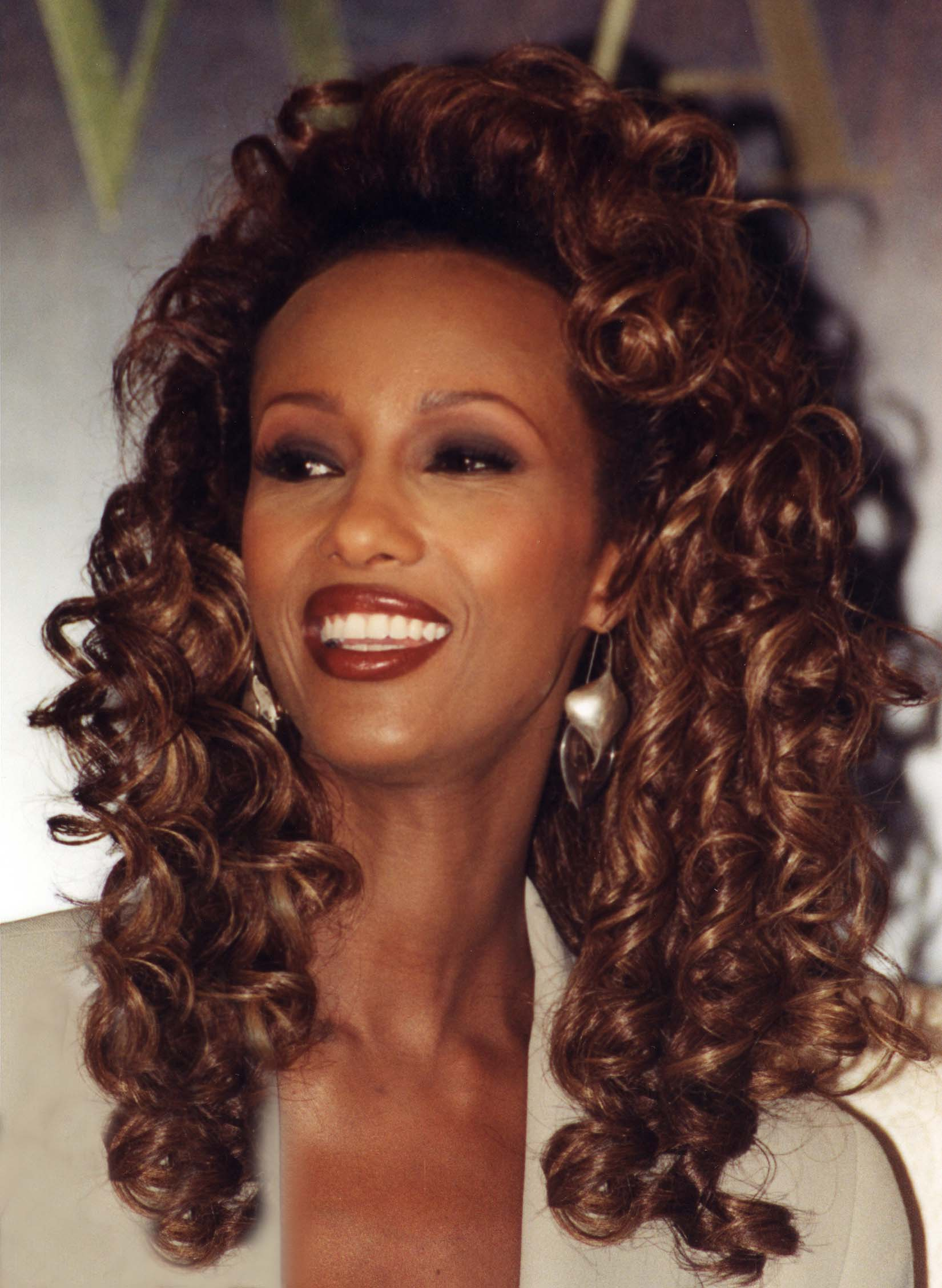
イマン・アブドゥルマジド, アメリカのスーパーモデル

- アブディラシッド・アリー・シェルマルケ, ソマリアの初代首相、2代目大統領
- アブディリザク・ハジ・フセイン, ソマリアの元首相
- アブドゥラヒ・ユスフ, ソマリアの元大統領、プントランドの元大統領。
- アブドゥルカウィ・アハメド・ユスフ, 国際弁護士